# Lola Beltrán
Pour les articles homonymes, voir Beltran.
María Lucila Beltrán Ruiz (née le 7 mars 1932 à Rosario au Mexique et morte le 24 mars 1996 à Mexico) est une chanteuse et une actrice mexicaine. Elle est l'une des grandes figures de l’histoire de la chanson ranchera.
Elle meurt le 24 mars 1996, à l'âge de 64 ans, d'une embolie pulmonaire,.

## Biographie
Lola Beltrán a participé à plusieurs films, généralement des comédies musicales.
En 1965, elle joue Paloma Méndez dans le film mexicain Cucurrucucú Paloma réalisé par Miguel Delgado. Elle y interprète la chanson qui donne son nom au film. Sa performance la propulse au sommet de la popularité et se fait connaitre mondialement.
En 43 ans de carrière musicale, elle a enregistré près de quatre-vingts albums, sur lesquels elle est devenue l'interprète préférée d'Agustín Lara, Alfonso Esparza Oteo, "Tata" Nacho , Tomás Méndez, José Alfredo Jiménez, Rubén Fuentes, Armando Manzanero, Manuel Esperón González, Ernesto Cortázar, Héctor Cordero, Pepe Guísar, Cuco Sánchez ou encore Juan Gabriel, parmi tant d'autres auteurs prestigieux.
Lola Beltrán a eu une fille avec le torero Alfredo Leal, María Elena, et a adopté José Quintín.

## Filmographie

### Telenovelas
- 1973 : Mi rival (es)

### Television shows
- 1984 : El estudio de Lola Beltrán
- 1976 : Noches tapatías

### Films
- 1947 : Dolores, la femme errante
- 1954 : El tesoro de la muerte
- 1954 : La desconocida
- 1955 : El barba azul
- 1955 : Al diablo las mujeres
- 1955 : Espaldas mojadas
- 1955 : Soy un golfo
- 1955 : Pueblo quieto
- 1955 : De carne somos
- 1956 : Una movida chuecaa
- 1956 : Con quién andan nuestras hijas? : Prieta de Xochimilco
- 1956 : Pensión de artistas
- 1957 : Rogaciano el huapanguero
- 1957 : Donde las dan las toman
- 1958 : Guitarras de medianoche
- 1958 : Música en la noche
- 1958 : Sucedió en México
- 1960 : ¡Qué bonito amor!
- 1960 : Las canciones unidas
- 1961 : México lindo y querido
- 1961 : ¿Donde estás, corazón?
- 1961 : La joven mancornadora
- 1961 : Besito a papá
- 1962 : Camino de la horca
- 1963 : La bandida
- 1963 : El hombre de papel
- 1963 : Baila mi amor
- 1964 : México de mi corazón
- 1964 : El revólver sangriento (en)
- 1964 : Canción del alma : Lola
- 1965 : Cucurrucucú Paloma
- 1966 : Tirando a gol
- 1966 : Matar es fácil
- 1968 : Valentín de la Sierra
- 1969 : Duelo en El Dorado
- 1971 : Furias bajo el cielo
- 1972 : Padre nuestro que estás en la tierra : Matilde
- 1975 : Me caíste del cielo : Lupita
- 1975 : Las fuerzas vivas (en) : Chabela, la femme d'Eufemio
- 1982 : Una gallina muy ponedora